# Aiteta cucullioides
Aiteta cucullioides är en fjärilsart som beskrevs av Walker 1865. Aiteta cucullioides ingår i släktet Aiteta och familjen trågspinnare. Inga underarter finns listade i Catalogue of Life.